# 雷蒙德·艾倫
雷蒙德·艾倫（英語：Raymonde Allain，1912年6月22日—2008年7月27日），是法國模特、女演員，1928年的法國小姐。曾因參加環球小姐比賽，而引起國際媒體的關注，艾倫後來寫了一部自傳，名為《歷史的美麗》。

## 電影作品
- 隧道（1933年）
- 皇冠上的珍珠（1937年）
- 巴黎華爾茲（1950年）

## 外部連結
- 雷蒙德·艾倫在互联网电影资料库（IMDb）上的資料（英文）